# Цимофан
Цимофанът (от ит. cimo-, от гр. kuma – „вълна“, phainei – „изглеждам“) е вид минерал, разновидност на хризоберила, позната като котешко око. Обикновено цимофанът има същия цвят като хризоберила – жълт, зелен или кафяв. Характерната му вълниста форма се дъллжи на примесите в него.
В чистата си форма хризоберилът е оксид на берилия и алуминия. Цимофанът е онази негова разновидност, която съдържа включения. Те не са важна част от състава на минерала и не присъстват в химичната му формула, но допринасят съществено за външния му вид. Включенията в тялото на цимофана могат да представляват или течни капчици, или игловидни микрокристали на рутила (титанов диоксид). Тези включения са причина за своеобразните валнообразни очертания на камъка и пресичащата го вертикална линия, която наподава присвита зеница на котешко око.
Други минерали проявявавящи оптичния ефект „котешко око“ са апатитът, кварцът, скаполитът и турмалинът. Цимофанът е член на оксидната група минерали. Всъка молекула съдържа един атом берилий, два атома алуминий и четири атома кислород, заедно с различните примеси, които предават на минерала спецафичната му външност.
Кристалите на цимофана принадлежат към ортромбичната система на симетрия, в която трите кристалографски оси са с различна дължина, но сключват прави ъгли помежду си.
Въпреки че цимофанът е много твърд, той има добра призматична цепителност – разцепва се по най-слабите си равнини, когато бъде ударен с чук или подложен на друг натиск. Като всички разновидности на хризоберила, цимофанът се среща в скали, изменени под действието на горещината и налягането (метаморфни скали). Така например той се среща в метаморфни гнайси, мрамори и слюдени шисти, но е по-вероятно да се открие в пегматити и едрозърнести пясъци, съдързащи скъпоценни камъни.
Повечето големи залежи от цимофан в света са от седиментен произход – т. нар. разсипни находища. Главните източници са следните: Падре Парайзо в Минас Жераис и Санта Тереса в Ешпуриту Санту (Бразилия), Демократична република Конго, Мадагаскар, Мианмар (Бирма), Шри Ланка (където асоциира с корунд) и Зимбабве.